# Lyssavirus
Lyssavirus (dal greco antico Λὐσσα, Lissa, personificazione mitologia greca della rabbia) è un genere di virus a singolo filamento negativo di RNA, appartenente alla famiglia dei Rhabdoviridae, ordine Mononegavirales.

## Tassonomia
Il genere Lyssavirus comprende 11 specie differenti, dei quali il Rabies virus include i ceppi del virus della rabbia presenti in  tutto il mondo. Le altre specie e i loro ceppi (se presenti) sono:
- Specie Aravan virus
- Specie Lyssavirus del pipistrello australiano
  - Australian bat lyssavirus bat/AUS/1996
  - Australian bat lyssavirus human/AUS/1998
- Specie Bokeloh bat lyssavirus
- Specie Duvenhage virus
- Specie European bat lyssavirus 1
  - European bat lyssavirus 1 strain RV9
  - European bat lyssavirus 2 strain RV1333
- Specie European bat lyssavirus 2
- Specie Gannoruwa bat lyssavirus
- Specie Ikoma lyssavirus
- Specie Irkut lyssavirus
- Specie Khujand virus
- Specie Lagos bat virus
- Specie Lleida bat lyssavirus
- Specie Mokola virus
- Specie Shimoni bat virus
- Specie Taiwan bat lyssavirus
- Specie West Caucasian bat virus

I ceppi non ancora classificati in nessuna specie sono:
- European bat lyssavirus
- Kotalahti bat lyssavirus
- Lyssavirus Ozernoe[2]